# Шовковий Сергій Єпіфанович
Сергі́й Єпіфа́нович Шо́вковий (нар. 1912 — пом. 1997) — радянський воєначальник, генерал-лейтенант (27.04.1962). Герой Радянського Союзу (1945).

## Життєпис
Народився 21 вересня 1912 року в селі Павлівці Богодухівської волості Богодухівського повіту Харківської губернії (нині — Богодухівський район Харківської області) в селянській родині. Українець. Початкову освіту здобув у рідному селі. Працював на залізничній станції Люботин, на Гутянському цукрово-рафінадному заводі, здобув середню освіту. У 1933 році вступив до Харківського ветеринарного інституту, проте закінчив лише 1 курс.
У жовтні 1934 року призваний до лав РСЧА. Закінчив курсантську полкову школу при 23-й стрілецькій дивізії й залишений при школі на посаді командира навчального взводу. З листопада 1935 по червень 1938 року навчався в Харківській школі червоних старшин. Після закінчення школи лейтенант С. Є. Шовковий направлений для проходження військової служби командиром взводу стрілецького полку на Далекий Схід, згодом — командир взводу окремого кулеметного батальйону 105-го УРу в Приморському краї.
З липня 1941 року — командир взводу і командир роти 81-го окремого кулеметного батальйону 15-го УРу (Приморський край), у жовтні — грудні 1941 року — командир мінометної роти 3-го стрілецького полку на Далекосхідному фронті. У серпні 1942 року закінчив прискорений курс Військової академії імені М. В. Фрунзе. Член ВКП(б) з 1942 року.
Учасник німецько-радянської війни з 17 вересня 1942 року. Воював на Донському, Західному, Брянському, 2-му і 1-му Прибалтійських та 3-му Білоруському фронтах. З жовтня 1942 року — начальник штабу 306-го, з листопада того ж року — 15-го стрілецьких полків. З лютого по квітень 1943 року перебував у шпиталі через поранення в ногу. З червня 1943 року — начальник штабу, з липня — заступник командира, у вересні — командир 27-го гвардійського стрілецького полку 11-ї гвардійської стрілецької дивізії. З вересня 1943 року — командир 33-го гвардійського стрілецького полку тієї ж дивізії. Протягом 1943 року ще двічі був поранений. З березня 1944 року й до кінця війни — командир 79-го гвардійського стрілецького полку 26-ї гвардійської стрілецької дивізії.
Особливо командир 79-го гвардійського стрілецького полку гвардії майор С. Є. Шовковий відзначився під час проведення Білоруської наступальної операції. Полк під його командуванням прорвав оборону супротивника в районі міста Орша (Вітебська область, Білорусь) і, переслідуючи його, вийшов на беріг річки Березини. 30 червня 1944 року підрозділи полку форсували річку, захопили плацдарм біля села Гливин Борисовського району Мінської області і з успіхом утримали його.
Після закінчення війни продовжив військову службу. До 1950 року командував стрілецьким полком у Прибалтійському військовому окрузі. У 1950 році заочно закінчив Військову академію імені М. В. Фрунзе й був призначений заступником командира 16-ї гвардійської стрілецької дивізії. З грудня 1951 по листопад 1953 року — командир 3-ї гвардійської стрілецької дивізії Прибалтійського ВО. 3 серпня 1953 року присвоєне військове звання «генерал-майор».
З листопада 1953 року проходив службу в складі Групи радянських військ у Німеччині (ГРВН): командир 94-ї гвардійської стрілецької дивізії, а з листопада 1954 року — заступник командира 29-го гвардійського стрілецького корпусу. З грудня 1955 по травень 1956 року — заступник командира 23-го стрілецького корпусу ПрибВО. З травня 1956 по листопад 1957 року — командир 19-ї гвардійської механізованої (з травня 1957 року — 26-ї гвардійської танкової) дивізії ГРВН.
У 1958 році закінчив Вищі академічні курси при Військовій академії Генерального штабу. З листопада 1958 року — заступник командира 30-го гвардійського армійського корпусу Ленінградського військового округу. З січня 1960 року — командир 1-го армійського корпусу Середньоазійського військового округу.
З 1964 року — заступник командувача 7-ю гвардійською армією Закавказького військового округу. У 1967—1971 роках — помічник командувача військами Уральського військового округу з військово-навчальних закладів. У серпні 1971 року генерал-лейтенант С. Є. Шовковий вийшов у запас.
Працював інженером з техніки безпеки на фабриці № 1 з ремонту і виготовлення меблів ВО «Мосміськпобутмеблі» (1976—1977) і у Державній бібліотеці імені В. І. Леніна (1977), старшим інженером у Всесоюзному науково-технічному інформаційному центрі (1978—1980), секретарем парткому військової частини (1981—1982).
Мешкав у місті Хімки Московської області, де й помер 25 грудня 1997 року. Похований на Долгопрудненському кладовищі.

## Нагороди
Указом Президії Верховної Ради СРСР від 24 березня 1945 року «за зразкове виконання бойових завдань командування на фронті боротьби з німецькими загарбниками та виявлені при цьому відвагу і героїзм», гвардії майорові Шовковому Сергію Єпіфановичу присвоєне звання Героя Радянського Союзу з врученням ордена Леніна і медалі «Золота Зірка» (№ 4202).
Також нагороджений чотирма орденами Червоного Прапора (13.08.1943, 31.10.1944, 23.02.1945, 05.11.1954), орденами Суворова 3-го ступеня (02.07.1944), Вітчизняної війни 1-го ступеня (11.03.1985), Червоної Зірки (15.11.1950) і медалями.